# Leiosaurus paronae
Leiosaurus paronae är en ödleart som beskrevs av  Mario Giacinto Peracca 1897. Leiosaurus paronae ingår i släktet Leiosaurus och familjen Polychrotidae. Inga underarter finns listade i Catalogue of Life.